# Ulla Adlerfelt
Ulrika (Ulla) Sofia Adlerfelt, född Sparre af Sundby 21 juli 1736 i Stockholm, död 1 augusti 1765 i Malmö, var en svensk konstnär. Hon var medlem i dåvarande Konstakademien.

## Biografi
Adlerfelt var dotter till greve Axel Sparre af Sundby och Augusta Thörnflycht. Hon gifte sig 1762 med friherre Carl Adlerfelt. Hon var elev till Gustaf Lundberg samt tecknade och målade i olja. Carl Gustaf Tessin skrev om henne att hon avbildade landskap som Filip Wouwerman.